# Introducing the Kujus
Introducing the Kujus es una película de comedia dramática nigeriana de 2020 dirigida por Biodun Stephen y producida por Winifred Okpapi. Está protagonizada por Bisola Aiyeola, quien coprodujo la película. También son parte del reparto Timini Egbuson, Femi Jacobs, Bimbo Ademoye, Sophie Alakija y Mimi Onalaja. La película se centra en el amor de una joven por su familia y en cómo este amor los vuelve a unir y pone fin a viejas enemistades.

## Sinopsis
Cinco hermanos nigerianos se encuentran en una encrucijada. No quieren regresar a su ciudad natal en Badagry para el quinto aniversario luctuoso de su madre. Mausi Kuju (Bisola Aiyeola) con la ayuda de Maugbe Kuju (Timini Egbuson) orquesta un plan para unir a todos los hermanos. Para que el plan tenga éxito, debe engañarlos, pero por la naturaleza de su relación no sabe cómo será exactamente.

## Elenco
- Bisola Aiyeola como Mausi
- Timini Egbuson como Maugbe
- Femi Jacobs como Mautin
- Kunle Remi como Mauyan
- Ronke Odusanya como Maupe
- Bimbo Ademoye como Ebi
- MC Lively como Barry Wonder
- Sophie Alakija como Lily
- Folaremi Agunbiade como Chuks
- Mimi Onalaja como Pamela
- Chris Iheuwa como Otunba
- Temitope Ogunleye como Tombra
- Ayomide Ogunleye como Bibiana

## Lanzamiento
Se estrenó el 27 de noviembre de 2020. En su primera semana, recaudó ₦ 10 millones. Aunque la película es adecuada para disfrutar en familia, se recomienda la orientación de los padres.